# Анализ на разходите и ползите
Анализът на разходите и ползите, наричан също анализ „разходи-ползи“, е метод за сравнение на различни алтернативи, чрез систематична оценка на техните предимства и недостатъци. Той може да се използва за сравнение на приключили или бъдещи начини на действие или за оценка на стойността спрямо разходите на дадено решение, проект или политика. Методът е широко използван в търговския обмен, при взимане на политически и бизнес решения и при проектното инвестиране.
Анализът на разходите и ползите има две основни приложения:
1. Да се определи дали дадена инвестиция (или друго решение) е добра, установявайки дали и с колко ползите от нея надхвърлят разходите
2. Да послужи за основа за сравнение между няколко инвестиции (или други решения), сравнявайки общите очаквани разходи с общите очаквани ползи от всяка от тях